# Villa Dessauer

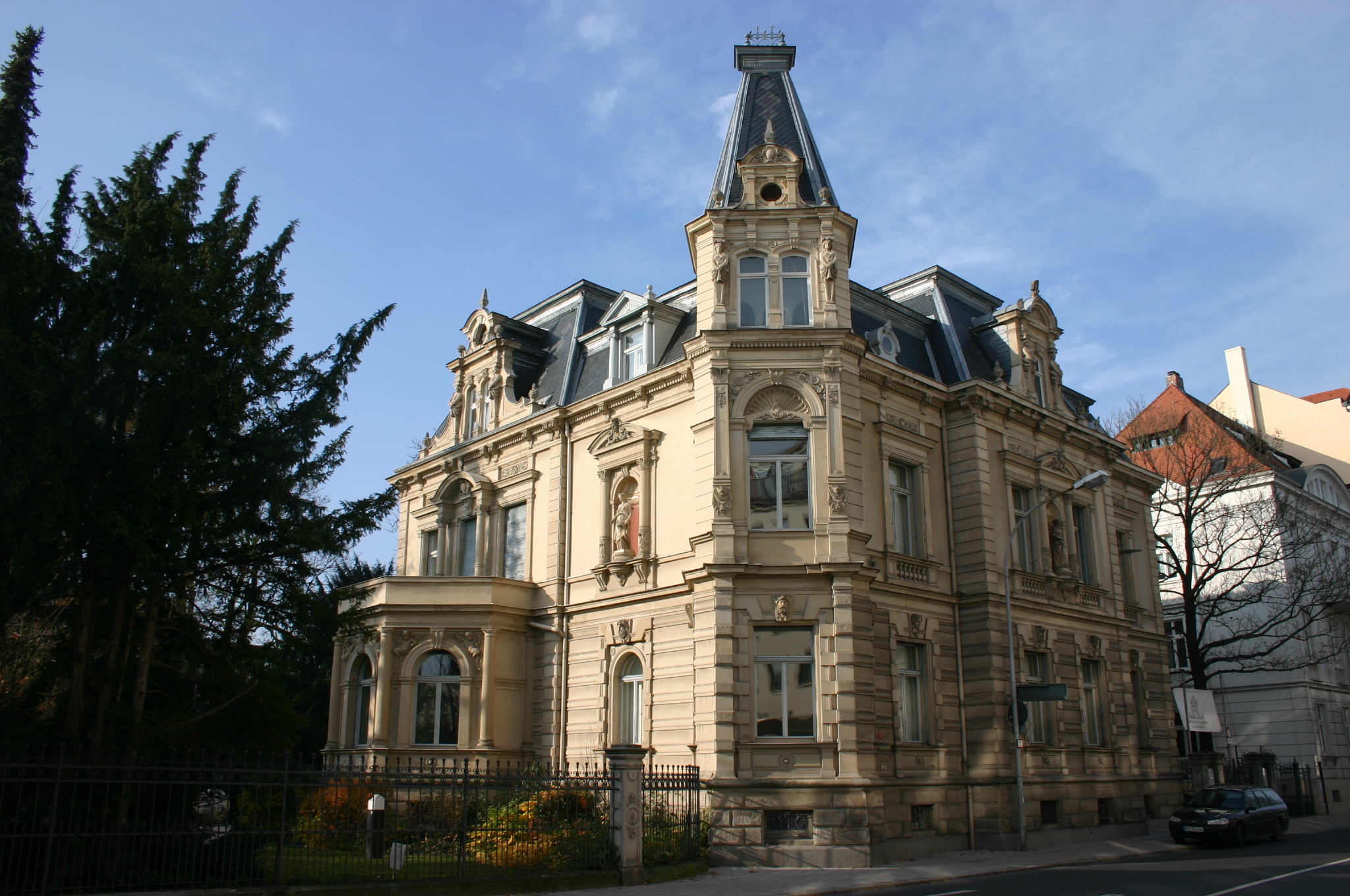
Vue de la Villa Dessauer

La Villa Dessauer a été construite à Bamberg en 1884 dans le style néo-renaissance par le marchand de houblon juif Carl Dessauer. Aujourd'hui, le bâtiment est une galerie d'art moderne avec des expositions qui changent toute l'année.

## Histoire de la construction
La Villa Dessauer a été construite par le marchand de houblon juif Carl Dessauer en 1884 dans le style néo-renaissance. Il avait une fonction représentative de sa position sociale.
Pendant longtemps, le bâtiment a été un centre social de la « meilleure » société de Bamberg. À l'époque nazie, le propriétaire juif de l'époque, Max Pretzfelder, a été enlevé et assassiné par les nazis, et la villa a été confisquée. Après la guerre, la villa, qui avait entre-temps été restituée au fils de Max Pretzfelder, fut vendue par celui-ci à la ville de Bamberg.

## Galerie de la ville de Bamberg

### Histoire

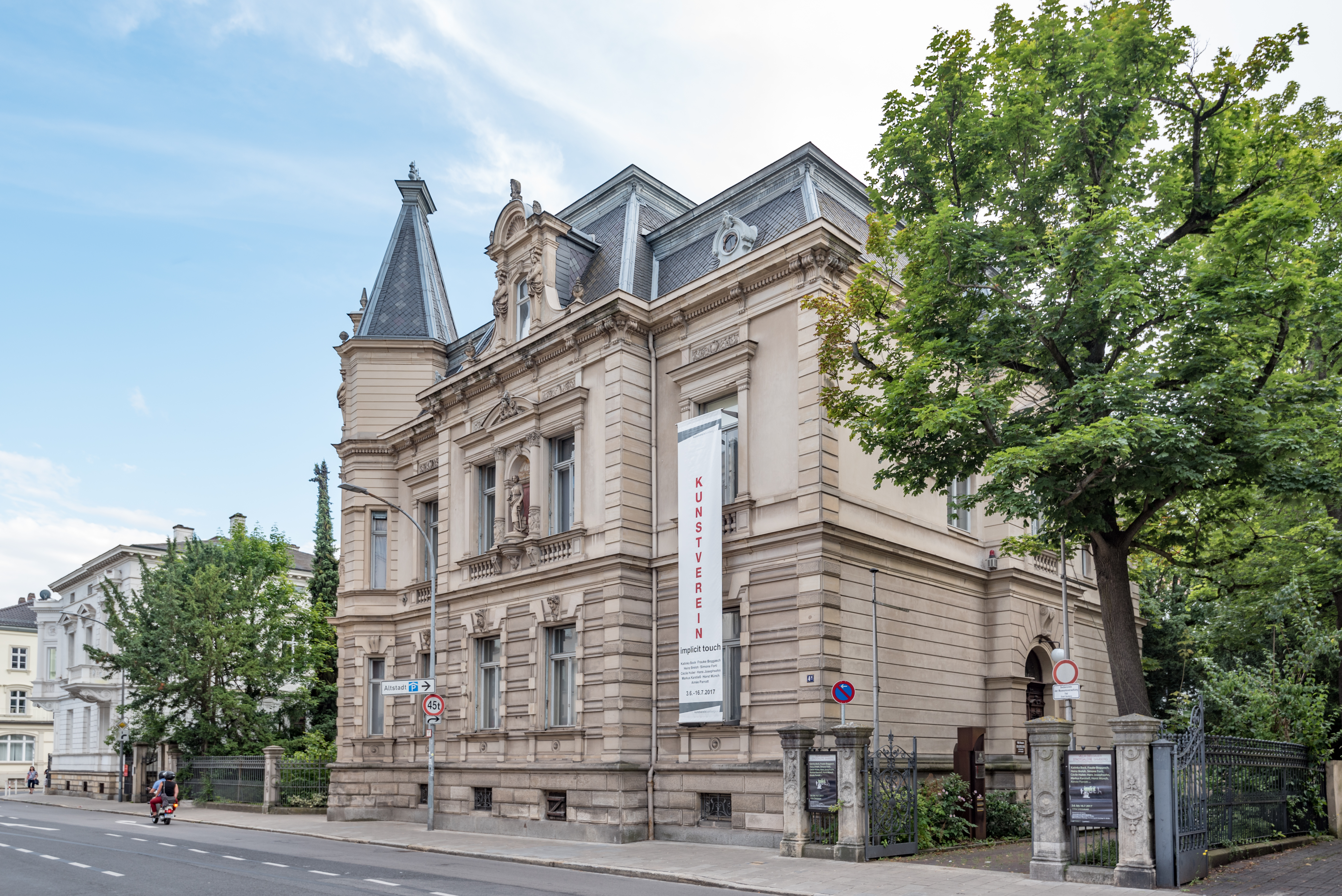
La Galerie de la Ville de Bamberg - Villa Dessauer

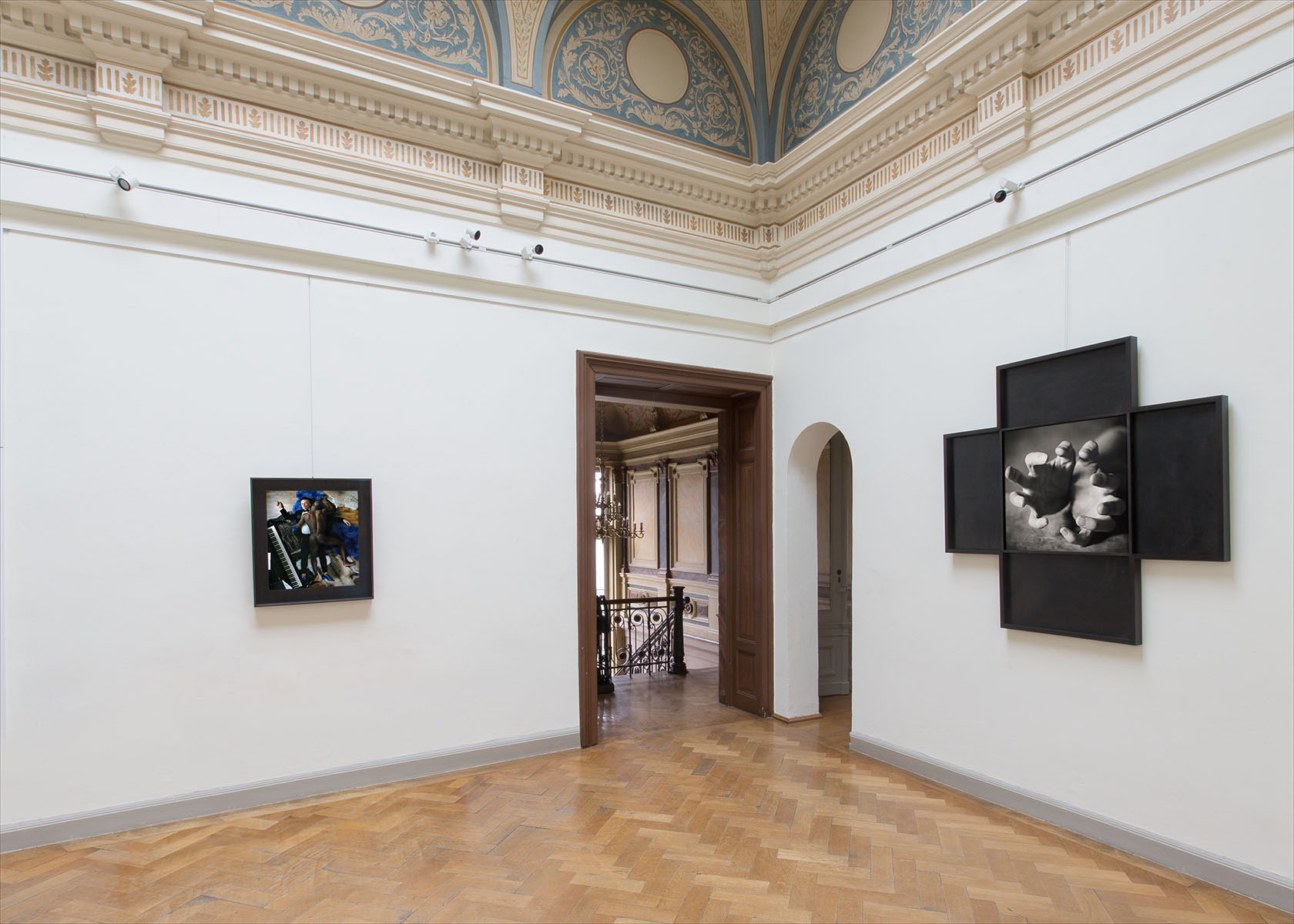
Vue de l'exposition No Show du photographe allemand Oliver Mark à la Villa Dessauer, 2019

En 1987, une galerie a été créée qui est utilisée pour des expositions spéciales par les musées de la ville de Bamberg et la Bamberg Kunstverein.
Depuis 1987, des expositions temporaires, des conférences et des événements musicaux ont lieu à la Villa Dessauer, principalement organisés par les musées de la ville de Bamberg. Le Kunstverein Bamberg et l'Association professionnelle des artistes visuels de Haute-Franconie (BBK) y exposent. Des expositions temporaires d'artistes et de photographes régionaux et internationaux des XXe et XXIe siècles se trouvent dans les salles majestueuses. 
La série d'art rapide nouvellement créée par les musées de la ville de Bamberg offre aux artistes la possibilité d'utiliser les lieux de manière relativement spontanée et pour une courte période dans des phases intermédiaires d'expositions plus importantes.

### Expositions
La galerie a présenté des photographies et des œuvres d'artistes bien connus tels que Robert S. Gessner (de), Markus Karstieß, Oliver Mark, Walter Schels (de), Manfred Schmidt (de), FK Waechter,  et des œuvres d'artistes formateurs du 20e siècle, comme Andy Warhol, Joseph Beuys ou Pablo Picasso . 